# Ekebergia benguelensis
Ekebergia benguelensis är en tvåhjärtbladig växtart som beskrevs av Friedrich Welwitsch och C. Dc.. Ekebergia benguelensis ingår i släktet Ekebergia och familjen Meliaceae. Inga underarter finns listade i Catalogue of Life.